# Patricia Djaté
Patricia Djaté-Taillard (Parigi, 3 gennaio 1971) è un'ex mezzofondista francese.

## Palmarès

### Mondiali indoor
- 1 medaglia:
  - 1 argento (Parigi 1997 nei 1500 m piani)

### Europei indoor
- 1 medaglia:
  - 1 oro (Stoccolma 1996 negli 800 m piani)